# Château de Grateloup
Le château de Grateloup est un château français situé à Saint-Sauveur, dans le Périgord noir dans le département de la Dordogne.

## Historique
La première mention du lieu date de 1460 : « Terr. voc. de Ostra Lop ». Une maison forte a précédé le château actuel. Le porche à mâchicoulis gardant l'entrée de la cour du château et le vieux mur d'enceinte peuvent en être des vestiges réaménagés au XVIIe siècle.
Les premiers seigneurs connus de Grateloup ont été les de Faure. Raymond de Faure de Lussas, écuyer, sire de Grateloup, Corbiac, La Riberie, fait construire le premier corps de bâtiment central avec ses dépendances, vers 1590. Il s'est marié le 24 janvier 1612 avec Jeanne de Gachon. De ce mariage sont nés deux enfants, Pierre de Faure de Lussas, sire de Grateloup, marié en 1647 à Marthe de Bacalan, et Marguerite de Faure de Lussas, mariée en 1657 à Thomas de Bacalan, sieur de Carbon et de Charriers (aussi écrit Charlis). Ces deux mariages ont été sans postérité.
La seigneurie de Grateloup est ensuite passée à la famille de Bacalan probablement par une donation de Pierre du Faure à sa sœur mariée à Thomas de Bacalan. à leur neveu par alliance, Timothée de Bacalan.
La famille de Bacalan est une famille protestante originaire de Castres. Marthe et Thomas de Bacalan sont les enfants d'Eymeric de Bacalan sieur de Sèpes à Sainte-Radegonde, de Lorée, de Carbon, lieutenant général à Castelmoron-d'Albret et à Libourne, de la sénéchaussée d'Entre-deux-Mers. Il a été marié deux fois, de son premier mariage avec Marthe de Martial il a eu quatre fils, Thomas, sieur de Carbon et de Charriers, Étienne, sieur de Sèpes, Samuel, sieur de Lorée, Eymeric, mort jeune, et trois filles, Marthe, Marie et Marguerite, et de son second mariage avec Philippe de Geneste, d'où lui vient la propriété de Charriers. Il a fait son testament le 2 août 1666 où il demande à être enterré dans le cimetière de ceux de la Religion à Pujols. Il demande à ses héritiers de payer annuellement 40 livres au pasteur de Castelmoron. Il est mort en 1670, avant le 23 mai.
Timothée de Bacalan a agrandi le domaine et fait ajouter deux ailes au logis. Timothée de Bacalan, seigneur de Maisonneuve, La Mothe-Sudré, co-seigneur avec le roi de Gontaud s'est marié en 1696 avec Anne de Vergnon, fille d'Isaac de Vergnon, conseiller du roi, son procureur au bailliage et prévoté de Bergerac. Les deux époux ont fait leur abjuration à Saint-Pierre-de-Nogaret. Leur quatrième fils, Joseph de Bacalan (1701-1772), chevalier, seigneur de Grateloup, seigneur de la maison noble de Cazalet and de Morange, vicomte de Cumont, avocat, président à mortier du parlement de Bordeaux.
Par contrat du 14 juillet 1718, Timothée de Bacalan a vendu la seigneurie de Grateloup à David d'Alba (1674-1731). Dans un partage de leurs biens hérités de leur oncle, David d'Alba, mort en 1716, avec son frère cadet David-Daniel d’Alba, le 12 avril 1719, il a reçu la vicomté de Monbazillac et son frère, la seigneurie de Grateloup. David Daniel d'Alba (1682-1754) a vendu en viager la seigneurie de Grateloup à Joseph Deville (1665-1747), baptisé au temple protestant de Bergerac, conseiller au conseil supérieur de la Martinique (1713-1719), co-seigneur de Creysse et Mouleydier, marié à Marie d'Orange.
Joseph Deville et Marie d'Orange se sont installés au château de Grateloup. Joseph Deville a ajouté une aile au château. Après sa mort, en 1747, le château passe à son fils, Joseph Deville de Vermont (1699-1755), marié en 1721 à Case-Pilote avec Rose de La Haye (1704-1734). Leur fille, Jeanne Rose Deville (1722-1791), hérite de la seigneurie de Grateloup. Elle s'est mariée en 1757 avec Pierre Daniel Robert de Taillefer (vers 1731-1783). Leur fils, François Robert de Taillefert (1759-1792) est ensuite seigneur de Grateloup. Une sœur de Jeanne Rose Deville, Marie Camille Deville (1726-1792), s'est mariée avec Jean de Gontier de Biran (1725-1783), dit Maine, docteur en médecine. Par testament du 16 juin 1792, François Robert de Taillefert a légué le château de Grateloup à son neveu Maine de Biran.
Avant la Révolution, Maine de Biran a été dans les Gardes du corps du roi, compagnie de Noailles, entre 1785 et 1791. Il est blessé pendant les journées des 5 et 6 octobre 1789, au château de Versailles. En 1793-1794, Maine de Biran a quitté Paris et s'est installé au château de Grateloup qu'il fait réaménager. Son fils Félix Maine de Biran (1796-1879) hérite du domaine à sa mort. Il réorganise le corps de logis. De son mariage en 1823 avec Caroline Valleton de Garraube (1801-1835), il a une fille, Éléonore Maine de Biran (1832-1902) qui hérite du domaine en 1879. Elle s'est mariée en 1854 avec Pierre-Jules Savy (1819-1873). La chapelle est construite en 1880.

## Description
Le château de Grateloup est implanté à mi-hauteur, au nord d'une colline dominant le vallon du Caudeau. On accède au porche du château par une allée de platanes centenaires. La cour est encadrée par des communs, une chapelle et le logis dont la façade arrière du XVIIIe donne sur un jardin en terrasse et des prairies. Le logis a l'aspect d'une gentilhommière rustique avec un corps central rectangulaire encadré par deux pavillons.
L'aile sud du château n'existe plus.

## Protection
Les façades et les toitures du château et du châtelet d'entrée sont inscrits au titre des monuments historiques depuis le 24 mars 1997. Le site comprenant le château et ses abords a été inscrit le 24 mars 1973.